# Ordine nazionale dell'Onore e del merito
L'Ordine nazionale dell'onore e del merito è un ordine cavalleresco di Haiti.

## Storia
L'Ordine venne istituito il 28 maggio 1926 e viene ancora oggi concesso sia agli haitiani che agli stranieri. L'Ordine viene concesso per quanti si siano distinti nella politica, nella diplomazia, nelle arti, nelle opere caritatevoli ed in altri campi a favore della repubblica di Haiti.

## Classi
L'ordine è suddiviso nelle seguenti classi di benemerenza:
- Cavaliere di Gran Croce
- Grand'Ufficiale
- Commendatore
- Ufficiale
- Cavaliere

## Insegne
- La placca è costituita da una croce di malta ad otto punte in argento con decorazione diamantata. Al centro si trova un medaglione in argento a sbalzo con le insegne di Haiti.
- La medaglia dell'Ordine è costituita da una croce di malta ad otto punte in argento smaltata di bianco. Al centro si trova un medaglione dorato a sbalzo con le insegne di Haiti, circondato da un anello smaltato di azzurro con incise in oro le parole "Medaille Honneur et Merite". Sul retro il medaglione centrale di colore blu riporta al centro la dicitura "Republique D'Haiti" e sull'anello circolare intorno il motto "Liberte Egalite Fraternite".
- Il nastro dell'Ordine è azzurro con una striscia rossa per parte.